# Шармейн Стар
Шарме́йн Стар (англ. Charmane Star, нар. 5 травня 1980) — філіппінська порноакторка. 
Знялася в понад 200 фільмах з 1998 року. У 2009 році знялась в blaxploitation фільмі Чорний динаміт, де зіграла роль однієї з «Ladies of Leisure» Чорного Динаміта. Режисер фільму Скотт Сандерс в сказав інтерв'ю, що взяв Стар, тому що вона не робила жодної пластичної операції і тому добре підходила для фільму, що описує 1970-ті. 2017 року включена до Зали слави AVN.
2009 року знялась у відеокліпі на пісню «That's How I Go» у виконанні Baby Bash, Lil Jon і MarioShe.

## Премії та номінації
- 2005 номінація на AVN Award— «Best Oral Sex Scene» — Eye of the Beholder[5]